# Pachyneurum grandiflorum
Pachyneurum grandiflorum là một loài thực vật có hoa trong họ Cải. Loài này được Bunge mô tả khoa học đầu tiên.